# Wang'an
Wang'an (Chinois traditionnel: 望安鄉; pinyin: Wàng'ān Xiāng) est un canton rural du comté de Penghu à Taiwan. Il est le deuxième plus petit canton après le canton de Qimei située dans le même comté.

## Nom
L'île était, à l'origine, désignée sous le nom de Bazhao.

## Géographie
Située dans la partie sud des Pescadores, elle se compose d'une île principale où sont établis quatre villages avec leurs propres îlots ainsi que dix-neuf îlots épars, dont six comportent neuf villages.

## Géologie
La partie nord de l'île a une altitude moyenne plus élevée que la partie sud par la présence de plates-formes d'abrasion le long de son littoral.

## Subdivisions administratives
- Tungan
- Xian
- Zhongshe
- Shuian
- Jiangjun
- Tungji
- Tungping
- Xiping
- Huayu

## Attractions touristiques
- Port de Budai
- Île Jiangjyun
- Maison historique Jongshe
- Îlot Mao
- Mont Tiantai
- Centre touristique et de conservation de la tortue verte de Wang'an
- Grottes Yuanyang

## Transport

### Par avion
Le canton est desservi par l'aéroport de Wang-un.

### Par bateau
Le canton abrite le port de Tanmen.